# 富蘭克林斯奎爾 (紐約州)
富蘭克林斯奎爾（英語：Franklin Square）是位於美國紐約州拿騷縣的普查規定居民點。

## 人口
根據2020年美國人口普查的數據，富蘭克林斯奎爾的面積為7.46平方千米，皆為陸地。當地共有人口30903人，而人口密度為每平方千米4,142.49人。